# 湾 (歌曲)
《湾》是香港歌手王菲在2021年在「湾区升明月」2021大湾区中秋电影音乐晚会演唱的主题曲。歌曲首唱是2021年9月21日中秋夜，录音室版本则在翌日发布。

## 背景
「湾区升明月」2021大湾区中秋电影音乐晚会是紫荊文化集團、電影頻道節目中心、深圳市委宣傳部、鳳凰衛視主辦，並由香港TVB協辦的於2021年9月21日（農曆辛丑年八月十五）為慶祝中秋節舉辦的綜合性文藝晚會。
晚会以“湾区升明月，天涯共此时；共享电影之美，和合之美”为主题，并且合计近200位电影人、音乐人齐聚为大湾区而歌。王菲演唱主题曲。
在音乐晚会现场，王菲以一袭白衣亮相，舞台背景则是缓缓流转的世界名画《星空》。歌曲借鉴了广东传统童谣《月光光》的歌词，描绘了 “天祥地和”、“夜借渔火”的安宁闲适，“岸起暖心窝”、“圆满万家灯火”的幸福美满，“多少朝朝暮暮，万千里；欲乘长风，挂帆追”的豪情壮阔，为晚会奠定了传统与现代兼具、传承与创新并行的总体基调。

## 評價与影响
歌曲发布后现象级出圈，《人民日报》《澎湃新闻》等媒体将这首歌称为“王菲唱给大湾区的歌”、“给粤港澳大湾区的一封情书”等。